# Kleeberg (Treffelstein)
Kleeberg ist ein Ortsteil der Gemeinde Treffelstein im Oberpfälzer Landkreis Cham (Bayern).

## Geographische Lage
Der Weiler Kleeberg besteht aus einigen Höfen, die verstreut an den Hängen des 694 m hohen Kleeberges etwa zwei Kilometer nordöstlich von Treffelstein liegen.

## Geschichte
1626 gehörte Kleeberg zur Herrschaft des Andreas Georg von Berlachingen, Herr von Treffelstein.
1888 bekam Kleeberg die Glocke des Dorfturmes von Treffelstein. Sie wog 50 kg, war 1817 gegossen und trug ein Bild der Heiligen Drei Könige.
Bei der Glockenabgabe im Ersten Weltkrieg konnte Kleeberg seine Glocke retten, aber 1942, als alle Kirchen ihre Glocken für Kriegszwecke abgeben mussten, verlor auch Kleeberg seine Glocke. Da die Kleeberger nicht ohne Glocke sein wollten, suchten und fanden sie schließlich eine kleine Sakristeiglocke, die dann die nächsten Jahre in Kleeberg ihren Dienst tat. Jetzt hat Kleeberg eine neue Glocke mit dem Bild der Patronin Bayerns und der Aufschrift „Schütze gnädig unsre Gaue, schirme gütig unsre Grenzen“, Gewicht 25 kg.
Zum Stichtag 23. März 1913 (Osterfest) wurde Kleeberg als Teil der Pfarrei Ast mit 8 Häusern und 47 Einwohnern aufgeführt.
Am 31. Dezember 1990 hatte Kleeberg 10 Einwohner und gehörte zur Pfarrei Treffelstein.